# フランソワ・アレクサンドル・フレデリック・ド・ラ・ロシュフーコー＝リアンクール

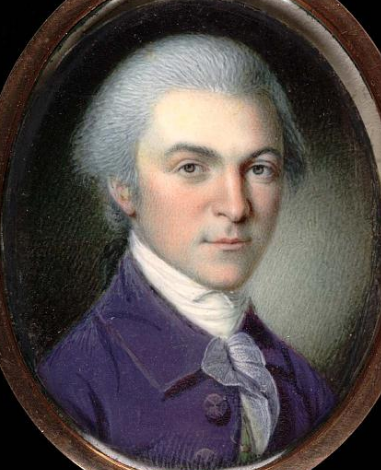
チャールズ・ウィルソン・ピールによる肖像画、1794年と1797年の間。

リアンクール領主および第7代ラ・ロシュフーコー公爵フランソワ・アレクサンドル・フレデリック・ド・ラ・ロシュフーコー（François Alexandre Frédéric de La Rochefoucauld, seigneur de Liancourt et 7e duc de La Rochefoucauld、1747年1月11日 – 1827年3月27日）は、フランス王国の貴族、廷臣。バスティーユ襲撃を国王ルイ16世に報告する際の言葉「いいえ、陛下。革命でございます」で知られる。社会改革を推進したことで知られ、教育学者ジョセフ・ランカスターの理論に基づく学校の再編、ワクチン接種の推進といった功績がある。初代リアンクール公爵（1765年創設）、第2代エスティサック公爵（1783年継承）。第7代ラ・ロシュフーコー公爵（1792年継承）。

## 生涯
初代エスティサック公爵ルイ・フランソワ・アルマン・ド・ラ・ロシュフーコー（Louis François Armand de La Rochefoucauld, 1er duc d’Estissac）(1695–1783)と第5代ラ・ロシュフーコー公爵アレクサンドルの娘で従妹だったマリー・エリザベート・ド・ラ・ロシュフーコー (1718–1789)との息子として、1747年1月11日にラ・ロシュ＝ギュイヨンで生まれた。父フランソワ・アルマンはもともと傍系のロイ伯爵だったが、直系の娘と婚姻を結んだことで、エスティサック公爵家の創設を許可された。父は40万フランを支払って王室衣裳寮長官に就任した人物だった。騎銃兵隊の士官になり、17歳で結婚した。もっとも、ラ・ロシュフーコーは陸軍より農業に興味を持った。
ルイ15世の晩年にルネ＝ニコラ・ド・モプー率いる政府に反対し、ルイ16世が重用した経済学者を支持したことでルイ16世に起用された。
イングランドに訪れたことがあり、そのときの見聞を元にイングランドやスイスから畜牛を輸入し、リアンクールの領地で農園を開設した。このほかに領地で紡績工場を設け、兵士の息子向けの工芸学校を開設した。この工芸学校は1788年に王家の庇護を受け、フランス国立高等工芸学校へと発展した。
1789年三部会で第二身分の議員に選出され、王家を擁護しつつ社会改革を進めようとしたが失敗に終わった。1789年7月14日のバスティーユ襲撃の後、その夜にパリの情勢について国王ルイ16世に警告しようとし、ルイ16世から「反乱か」と聞かれたところ、「いいえ、陛下。革命でございます」（Non, sire, c’est une révolution.）と返答したという。その数日後に憲法制定国民議会議長に選出されたが、1か月を満たずに退任した。10月5日から6日にかけてルイ16世がヴェルサイユ宮殿からパリに還御したときは国王に同伴した。
1792年にフランス北部のノルマンディーで師団の指揮官になり、ルーアンでルイ16世を保護しようとして失敗したが、その代わりとしてルイ16世に多額の資金を提供した。同年の8月10日事件を経てイングランドに逃亡し、農学者アーサー・ヤングのもとを訪れた。9月14日に従兄にあたる第6代ラ・ロシュフーコー公爵ルイ・アレクサンドル・ド・ラ・ロシュフーコーがウール県ギゾルで暗殺されると、ラ・ロシュフーコー公爵位を継承した。1794年にアメリカ合衆国に逃れ、1799年のブリュメール18日のクーデターの後はナポレオン・ボナパルトの許可を受けてリアンクールの領地を取り戻した。しかしそれ以外ではナポレオンにほとんど顧みられなかった。
1815年のフランス復古王政で貴族院議員に就任したが、国王ルイ18世はラ・ロシュフーコー公爵の王室衣裳寮長官への復帰を拒否した。

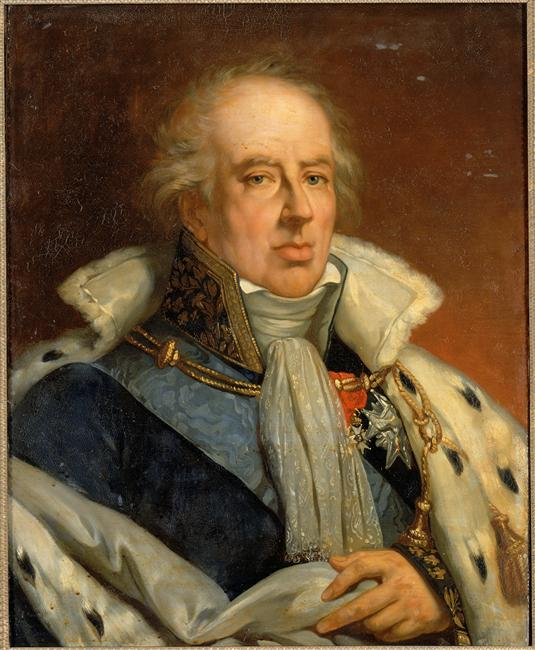
アシル・ドゥヴェリアによる肖像画。公爵の死後の1836年に描かれた。

このときには領地で設立した工芸学校がシャロン＝アン＝シャンパーニュに移っていたが、ラ・ロシュフーコー公爵は帰国後より務めていた工芸学校の監察官に留任、貴族院で政府に反対したことで1823年に解任されるまで務め続けた。このほか、フランスにおけるワクチン接種を推進して診療所を開設したが、これも1823年に無に帰した。フランス科学アカデミーは抗議としてラ・ロシュフーコー公爵を会員に選出したが、政府から敵対される状態は続いた。1827年3月27日にパリで死去、遺言により、領内リアンクールの墓地に葬られた。

## 評価
1913年の『カトリック百科事典』はラ・ロシュフーコー公爵を「フランス革命のフランクリン」と評し、貴族でありながら自由主義的とした。功績としては病院の衛生状況の改善、ジョセフ・ランカスターの理論に基づく学校の再編、ワクチン接種の推進が挙げられる。

## 家族
ランニオン伯爵イアサント・ガエトンの娘、フェリシテ・ソフィー・ド・ランニオンとの間に3男をもうけた。
- フランソワ（英語版）（1765年 – 1848年） - 第8代ラ・ロシュフーコー公爵。第3代エスティサック公爵、第2代リアンクール公爵。陸軍元帥。父の後を継いで貴族院議員となった[1]
- アレクサンドル＝フランソワ（フランス語版）（1767年 – 1841年） - ラ・ロシュフーコー伯爵。1805年に在ウィーン大使、1808年から1810年まで在デン・ハーグ大使を務めた。1822年に代議院議員に選出された[1]。1828年4月21日の法令で、兄フランソワより爵位を譲渡され、第4代エスティサック公爵。
- フレデリック・ガエタン（英語版）（1779年 – 1863年） - ラ・ロシュフーコー＝リアンクール侯爵。立憲君主制を支持したが、1848年革命以降は政界から引退した。父の著作やコンドルセ侯爵の回想録を編集し、自身も社会問題に関する著作を発表した[1]